# روبرت توماس
روبرت توماس (بالفرنسية: Robert Thomas)‏ هو مخرج وكاتب مسرحي وكاتب وكاتب سيناريو وممثل فرنسي، ولد في 28 سبتمبر 1927 في فرنسا، وتوفي في 3 يناير 1989 بباريس في فرنسا بسبب نوبة قلبية. من الجوائز التي نالها جائزة الرصيف الذهبي ‏.

## أعمال

### أفلام
- (1996) قبلة الوداع[2]
- (2002) 8 نساء[3]

## جوائز
- جائزة الرصيف الذهبي [الإنجليزية]‏

## وصلات خارجية
- روبرت توماس على موقع IMDb (الإنجليزية)
- روبرت توماس على موقع ألو سيني (الفرنسية)
- روبرت توماس على موقع ميوزك برينز (الإنجليزية)
- روبرت توماس على موقع أول موفي (الإنجليزية)
- روبرت توماس على موقع قاعدة بيانات الأفلام السويدية (السويدية)
- روبرت توماس على موقع قاعدة بيانات الفيلم (الإنجليزية)
- روبرت توماس على موقع كينوبويسك (الروسية)